# Melocactus ernestii
Melocactus ernestii é uma espécie botânica de plantas da família das Cactaceae. É endêmica de Minas Gerais e da Bahia, no Brasil. É uma espécie muito comum em áreas localizadas.
É uma planta perene carnuda e armados com espinhos globosa-cilíndricas, de cor verde e com as flores de cor rosa e vermelha.

## Sinonimia
- Melocactus oreas
- Melocactus erythrancanthus
- Melocactus longicarpus
- Melocactus florschuetzianus
- Melocactus mulequensis
- Melocactus azulensis
- Melocactus longispinus
- Melocactus interpositus
- Melocactus montanus
- Melocactus nitidus
- Melocactus neomontanus